# DocPoint
DocPoint est un festival consacré aux films documentaires qui se tient chaque année à Helsinki, en Finlande.

## Organisation
Le festival est organisé chaque année en janvier et présente de nouveaux films documentaires, tant nationaux qu'internationaux, notamment des séries documentaires pour enfants.
Le festival est organisé par l'association cinématographique DocPoint-elokuvatapahtumat ry fondée en 2001.
L'objectif de l'association est de renforcer, d'approfondir et de diversifier la production de films documentaires et sa connaissance en Finlande.
DocPoint présente de nouveaux documentaires nationaux et internationaux, des classiques et une série de documentaires spécialement destinés aux enfants.
Le festival dure une semaine et en 2020 il a accueilli 32 000 participants.

## Prix et lauréats
Lors de DocPoint, des prix sont décernés à des réalisateurs de documentaires.
Le Prix Aho & Soldan pour l'oeuvre d'une vie est décerné depuis 2002 à un éminent réalisateur de documentaires finlandais.
Le prix Apollo est décerné depuis 2006 à une personne ou à une communauté qui a considérablement promu le film documentaire finlandais et y a apporté une contribution particulière.

### Prix Aho & Soldan pour l'œuvre d'une vie

#### Le prix
Ce prix porte le nom de Heikki Aho et Björn Soldan qui ont été les pionniers du film documentaire finlandais et qui ont produit 400 documentaires au cours de leur carrière.
Malgré leurs noms de famille, ils étaient frères et leur père était l'écrivain Juhani Aho.
Leur société Filmaustoimisto Aho & Soldan a connu son heure de gloire dans les années 1930. Ils ont commencé à faire de longs documentaires à cette époque.
En plus des sujets quotidiens, Aho et Soldan ont également réalisé des films sur de grands hommes finlandais tels que Jean Sibelius.
En plus des films, ils ont également réalisé des photographies et produit environ 20 000 photographies.

#### Lauréats
Les lauréats sont:
- Markku Lehmuskallio, 2002
- Lasse Naukkarinen, 2003
- Pirjo Honkasalo, 2004
- Peter von Bagh, 2005
- Kiti Luostarinen, 2010
- Pekka Lehto, 2011
- Kanerva Cederström, 2014
- Mika Kaurismäki, 2018
- Tuuli Kuittinen, 2021

### Prix Apollo

#### Le prix
Le prix porte le nom de l'Atelier Apollo, la première grande société de films documentaires de Finlande fondée par Karl Emil Ståhlberg,.
Ce prix récompense les créateurs et les communautés qui ont un apport exceptionnel au cinéma documentaire.

#### Lauréats
Les lauréats sont:
- Jarmo Jääskeläinen, 2006
- Ilkka Kippola, 2007
- Jörn Donner, 2008
- Epidem, société de production, 2009
- Iikka Vehkalahti, 2012
- Tuula Mehtonen, 2013
- Reijo Nikkilä, 2015
- Illume Oy, société de production, 2016
- Eila Ranta (ex Werning), 2017
- Marita Hällfors, 2019
- Juha Samola, 2020
- Erkki Astala, 2022

## Direction
Le festival est dirigé par un directeur artistique en collaboration avec un directeur opérationnel.

### Directeurs artistiques
- Arto Halonen 2001–2004
- Kristina Schulgin 2004–2007
- Virpi Suutari 2008
- Erkko Lyytinen 2008-2011
- Erja Dammert 2011-2013
- Ulla Simonen 2014–2016
- Iris Olsson 2017–2018
- Kati Juurus 2019–

### Directeurs opérationnels
- Tapio Riihimäki, décembre 2018–
- Ulla Bergström, août 2012–novembre 2018
- Leena Närekangas, juillet 2009–juillet 2012
- Jari Matala, mai 2007–avril 2009
- Kai Huotari, avril 2003–juin 2006